# Xiaodong Zou
Pour les articles homonymes, voir Zou.
Xiaodong Zou (née en 1964) est une chimiste sino-suédoise, professeure à l'université de Stockholm. Ses recherches portent sur le développement de la diffraction électronique pour la caractérisation tridimensionnelle des matériaux. Elle est membre du comité Nobel de chimie (en). Elle est élue à l'Académie royale des sciences de Suède et à l'Académie royale des sciences de l'ingénieur de Suède.

## Formation
Zou est étudiante de premier cycle à l'université de Pékin, où elle se spécialise en physique. Elle rejoint l'université technologique de Pékin (en) pour des études supérieures, où elle se spécialise dans la physique des métaux. A Pékin, elle travaille aux côtés de K.H. Kuo (en), ingénieur chimiste. Elle déménage en Suède en tant que doctorante, où elle travaille en chimie structurale à l'Université de Stockholm. Ses recherches doctorales portent sur la cristallographie électronique et sur la manière dont elle peut être utilisée pour comprendre les structures inorganiques et biologiques. Après avoir obtenu son doctorat, elle rejoint l'université de Lund, où elle travaille aux côtés de David Veblen. 

## Recherche et carrière
En 1996, Zou rejoint le corps professoral de l'université de Stockholm, où elle est nommée professeure en 2005. Ses recherches consistent à découvrir les structures atomiques de cristaux nanométriques par cristallographie électronique. Elle démontre que la microscopie électronique en transmission peut être utilisée pour déterminer la structure des zéolites et des cristaux mésoporeux, ainsi que des structures métallo-organiques, des structures organiques covalentes (en) et des microcristaux de protéines,. Elle développe un logiciel d'analyse quantitative pour faciliter l'analyse des images de microscopie électronique, avec un accent particulier sur la diffraction électronique tridimensionnelle,. 
Zou lance le Centre Berzelii EXSELENT sur les matériaux poreux en 2006 et en est la directrice pendant six ans. 

## Prix et distinctions
Xiaodong Zou reçoit en 2002 le Prix Tage Erlander (en) puis en 2008 l'Université de Stockholm lui décerne le prix Göran Gustafsson.
Elle est lauréate du prix Kuo 2010 puis la Société suédoise de chimie (en) lui décerne en 2012 la médaille Arrhenius.

## Publications (sélection)
- (en) Haoquan Zheng, Yuning Zhang, Leifeng Liu, Wei Wan, Peng Guo, Andreas M Nyström et Xiaodong Zou, « One-pot Synthesis of Metal-Organic Frameworks with Encapsulated Target Molecules and Their Applications for Controlled Drug Delivery », Journal of the American Chemical Society, ACS, vol. 138, no 3,‎ 28 décembre 2015, p. 962-968 (ISSN 0002-7863, 1520-5126 et 1943-2984, OCLC 01226990, PMID 26710234, DOI 10.1021/JACS.5B11720).
- (en) Junliang Sun, Charlotte Bonneau, Angel Cantín, Avelino Corma, María J Díaz-Cabañas, Manuel Moliner, Daliang Zhang, Mingrun Li et Xiaodong Zou, « The ITQ-37 mesoporous chiral zeolite », Nature, NPG et Springer Science+Business Media, vol. 458, no 7242,‎ 1er avril 2009, p. 1154-1157 (ISSN 1476-4687 et 0028-0836, OCLC 01586310, PMID 19407798, DOI 10.1038/NATURE07957).
- (en) Matthew J Cliffe, Wei Wan, Xiaodong Zou, Philip A Chater, Annette K Kleppe, Matthew G Tucker, Heribert Wilhelm, Nicholas P Funnell, François-Xavier Coudert et Andrew L Goodwin, « Correlated defect nanoregions in a metal-organic framework », Nature Communications, NPG, vol. 5,‎ 20 juin 2014, p. 4176 (ISSN 2041-1723, OCLC 614340895, PMID 24946837, PMCID 4730551, DOI 10.1038/NCOMMS5176).